# Sportovní areál TJ Tesla Brno
Sportovní areál TJ Tesla Brno je sportovní zařízení v Brně, ve čtvrti Lesná. Stavba ve stylu brutalismu, kombinující plavecký bazén a sportovní halu, byla vybudována v letech 1973–1982, podle návrhu architekta Viktora Rudiše.

## Historie
Podnět k vybudování sportovního areálu vzešel od ředitele tělovýchovné jednoty podniku Tesla Jiřího Štětiny, který chtěl vytvořit zázemí pro ligové volejbalové družstvo TJ Tesla a současně plavecký bazén pro zaměstnance podniku. Vypracováním projektu byl pověřen Stavoprojekt Brno a vedoucím projektantem se stal architekt Viktor Rudiš. Ten již předtím spolupracoval na projektu sídliště Lesná, kde se sportovní areál měl nacházet. Rudiš navrhl objekt skládající se ze dvou symetricky umístěných hal. Do jedné umístil volejbalový sál a do druhé pětadvacetimetrový plavecký bazén. Zastřešení hal Rudiš vyřešil ve spolupráci se statikem Zdeňkem Musilem ve formě obloukových deskových střech na prověšených lanech ukotvených na ocelových sloupech. K tomuto řešení jej inspiroval Olympijský bazén a sportovní hala (Alberca Olímpica Francisco Márquez a Gimnasio Olímpico Juan de la Barrera) autorů Morrisona, Gutiérreze Bringase, Recamiera a Valverdeho, postavené pro letní olympiádu v Mexico City 1968. Oproti tehdy v Československu obvykle používané příhradové konstrukci zvolil lanové zavěšení střechy především kvůli její vizuální působivosti,, dalším přínosem byla úspora nedostatkové oceli Výsledná forma byla kompromisním řešením daným omezeným sortimentem dostupných stavebních a konstrukčních materiálů a prvků. Řešení interiéru a usazení prosklených ploch do obvodového pláště stavby navrhovala architektka Dagmar Glosová.

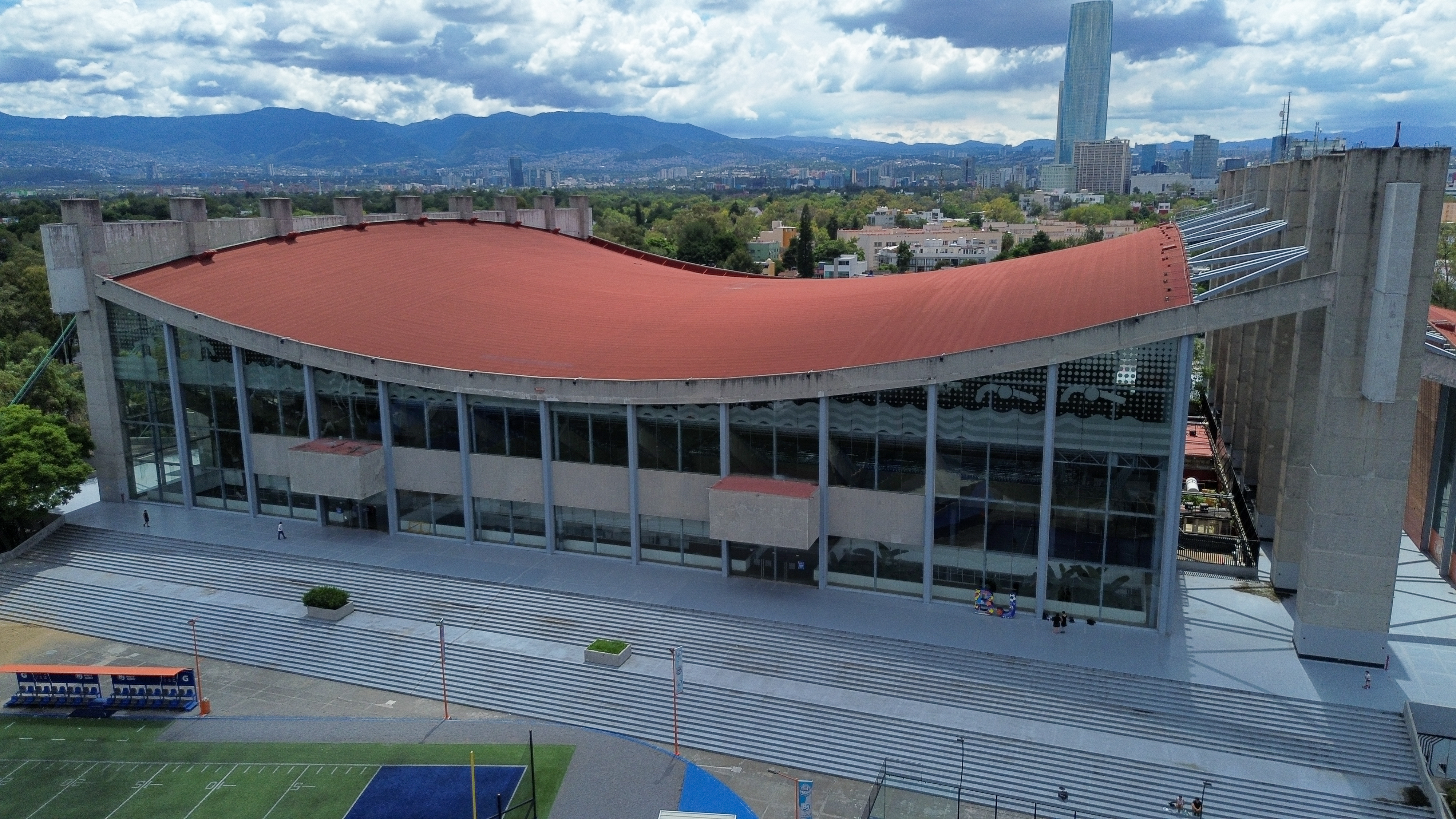
Olympijský bazén v Mexico City

Samotná výstavba měla být realizována dobrovolníky a brigádníky v rámci takzvané akce Z. Kvůli omezením, daným použitím nekvalifikovaných pracovních sil, museli projektanti architektův návrh opakovaně upravovat. Brigádníci akce Z prováděli především výkopové práce a technicky méně náročné stavební činnosti. Složitější části, jako skelet střechy, zhotovovaly dodavatelské firmy. Obě haly stály už v roce 1976, avšak dokončovací práce se protáhly až do roku 1982. Sportovní areál Tesla se tak stal druhou nejdéle budovanou stavbou v rámci akce Z, a to po rovněž brněnské hale Rondo.
Od doby vzniku prošel areál pouze dílčími úpravami, nenarušujícími původní ráz. V roce 2010 se uskutečnila částečná modernizace objektu. Rekonstruovala se výměníková stanice a ve sportovní hale se instalovaly nové podlahy. Další úpravy nastaly při zařizování posilovny a úpravě sauny.
Sportovní areál je ve vlastnictví organizace TJ Tesla Brno.

## Stavební podoba
Sportovní areál stojí mezi Halasovým náměstím na severu a ulicí Okružní na jihu, na pozemku svažujícím se k jihu. Tvoří jej dva symetrické, severojižně orientované objekty obdélníkového půdorysu. Západní obsahuje bazén, východní víceúčelovou sportovní halu. Delší – západní a východní – stěny jsou prosklené. Kratší severní a jižní stěny jsou zvenčí i zevnitř obloženy stejným čtvercovým keramickým obkladem z keramičky v Břasích. Budovu překrývá střecha tvořená dvěma prohnutými deskami posazenými na předepjatých lanech. Lana pro každou část jsou kotvena na ocelových sloupech po stranách budovy a na společných sloupech mezi halami rozdělujících obě funkční části stavby.
Oba objekty jsou spojeny společným vstupem uprostřed severního průčelí. Následně se budova dělí na jednotlivé funkční části, kdy každá z nich disponuje vlastním zázemím jakou jsou například šatny. Vlevo od vstupu se nachází volejbalová hala (18 m × 36 m, výška 12 m). Její podlaha je níže než ochoz bazénu, tento výškový rozdíl vyrovnává malá tribuna se čtyřmi řadami sedadel a kapacitou 180 osob. Vpravo od vstupu se nachází krytý plavecký bazén o délce 25 m se šesti drahami. Nejnižší hloubka bazénu je 1,20 m, nejvyšší hloubka 3,40 m. V objektu se dále nachází malá posilovna, gymnastický sál a sauna. V exteriéru při západním průčelí je umístěno brouzdaliště s občerstvením, ze kterého je možný průchod do krytého bazénu.

## Galerie

exteriér
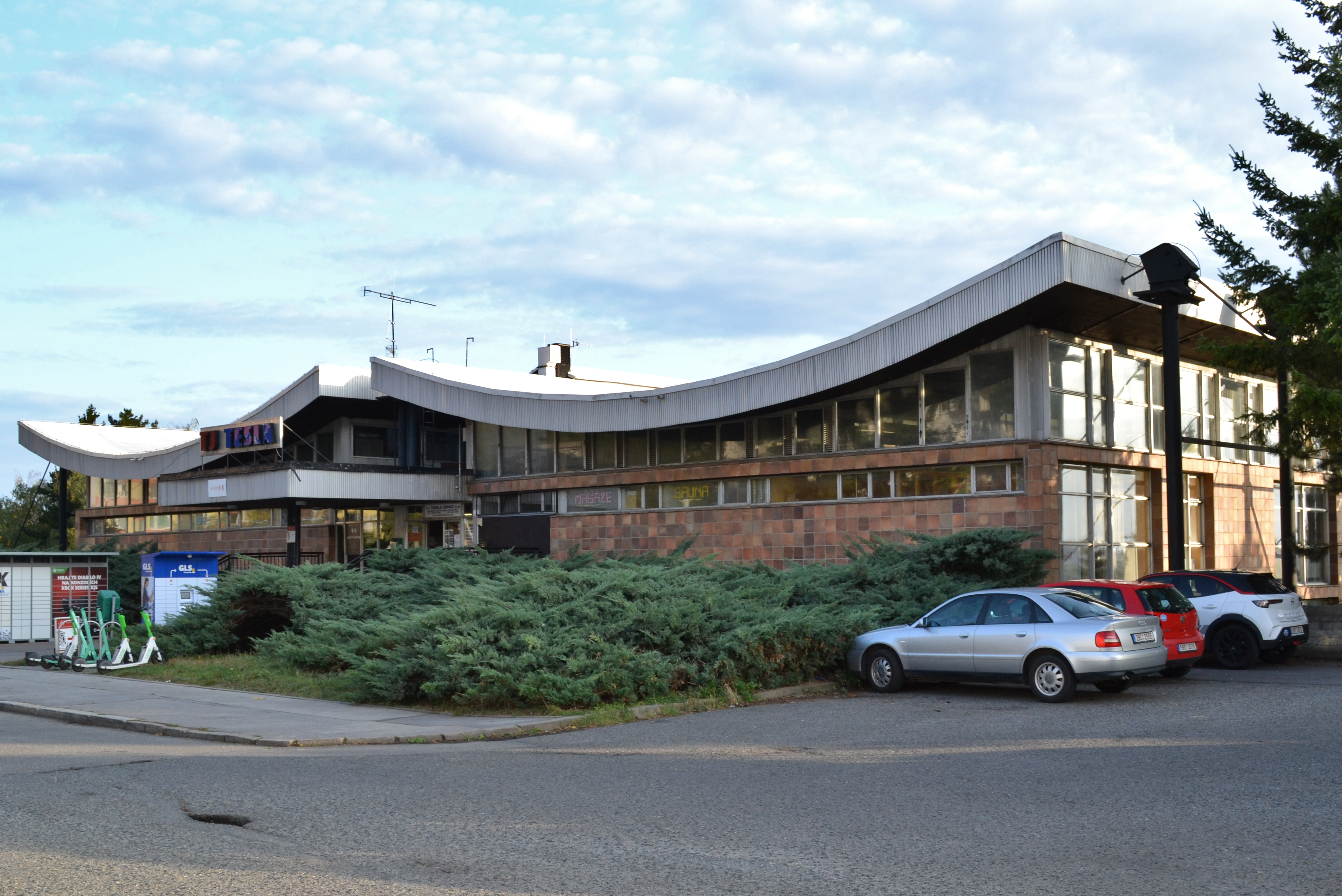
severní vstupní průčelí
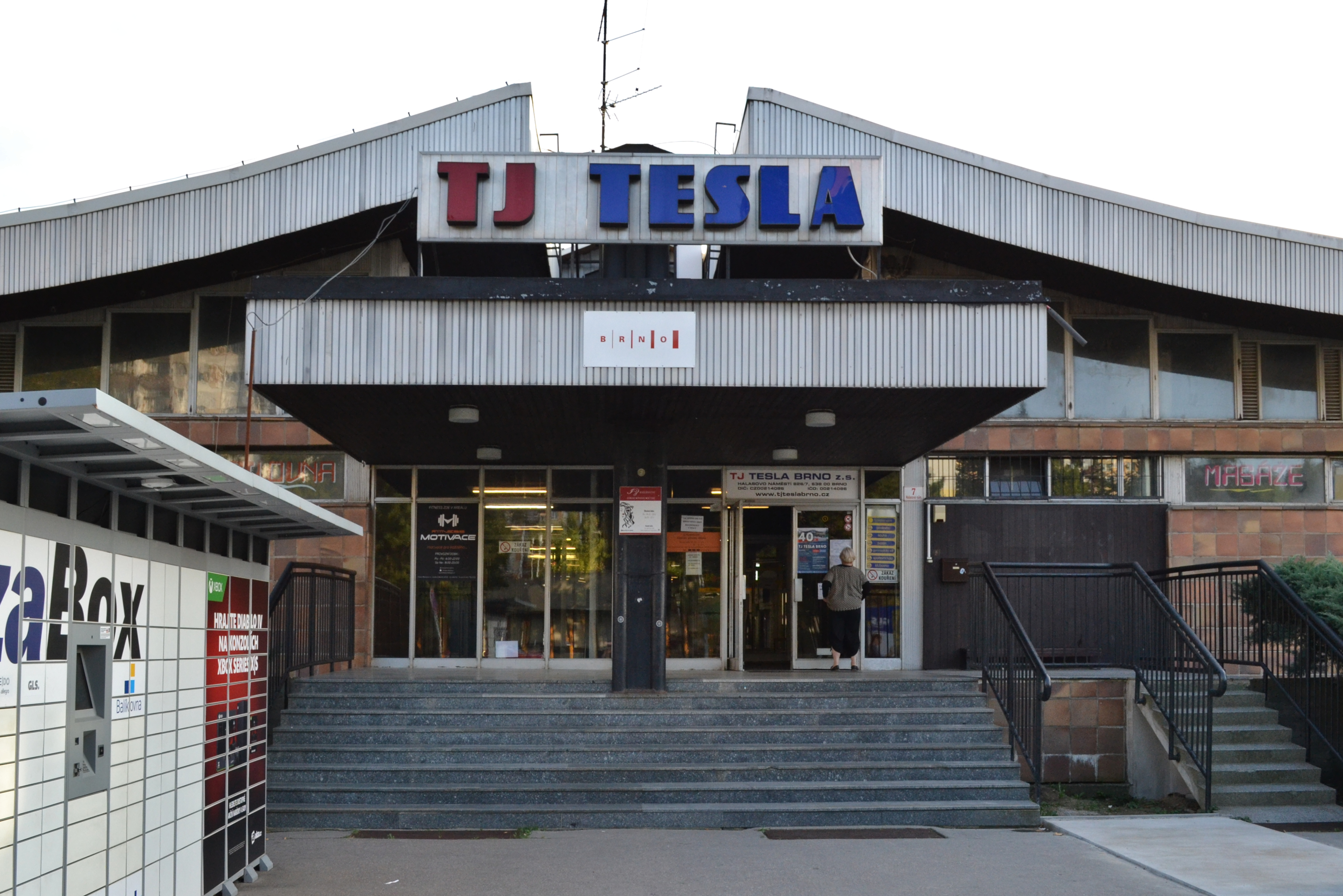
vstup
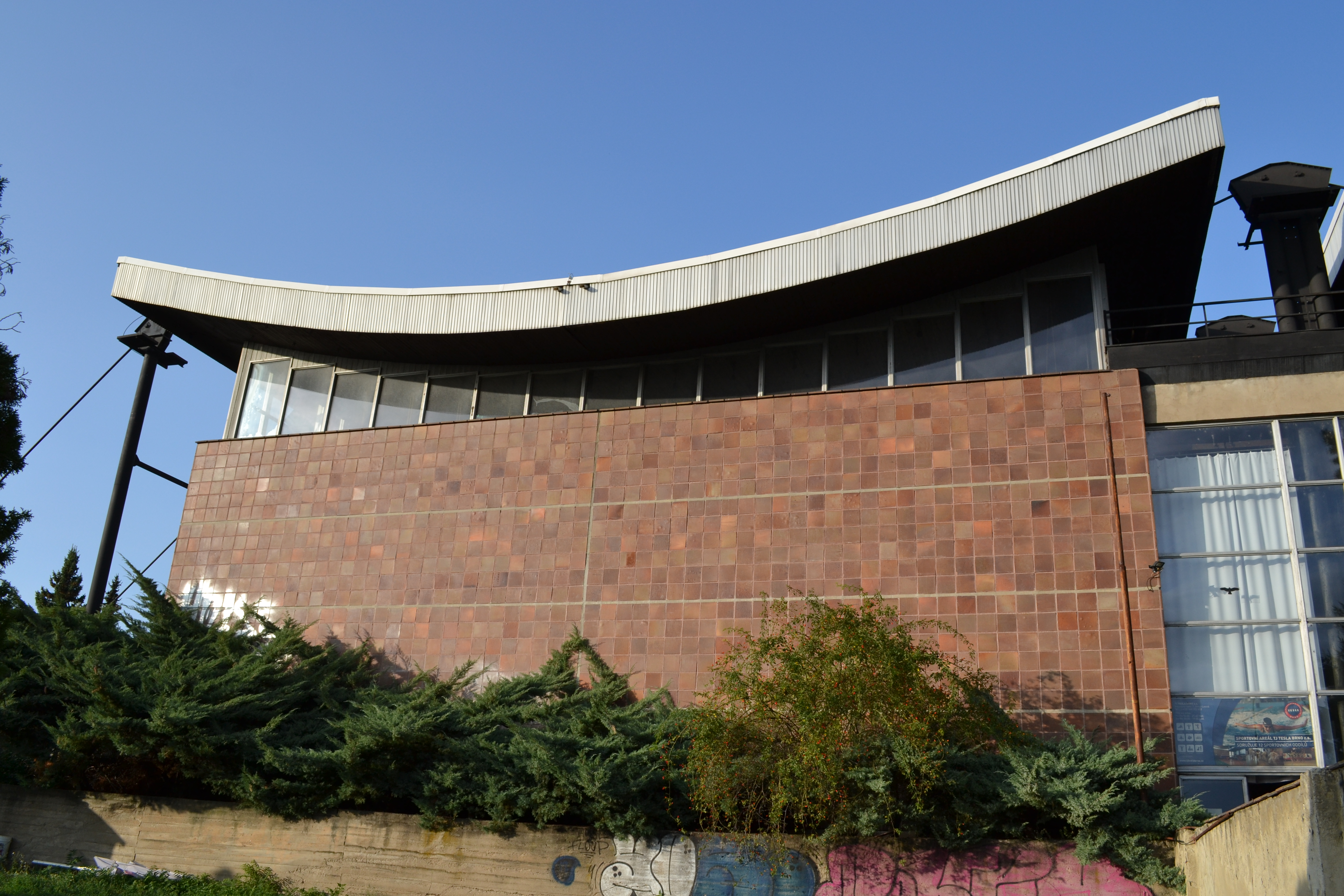
jižní průčelí, detail
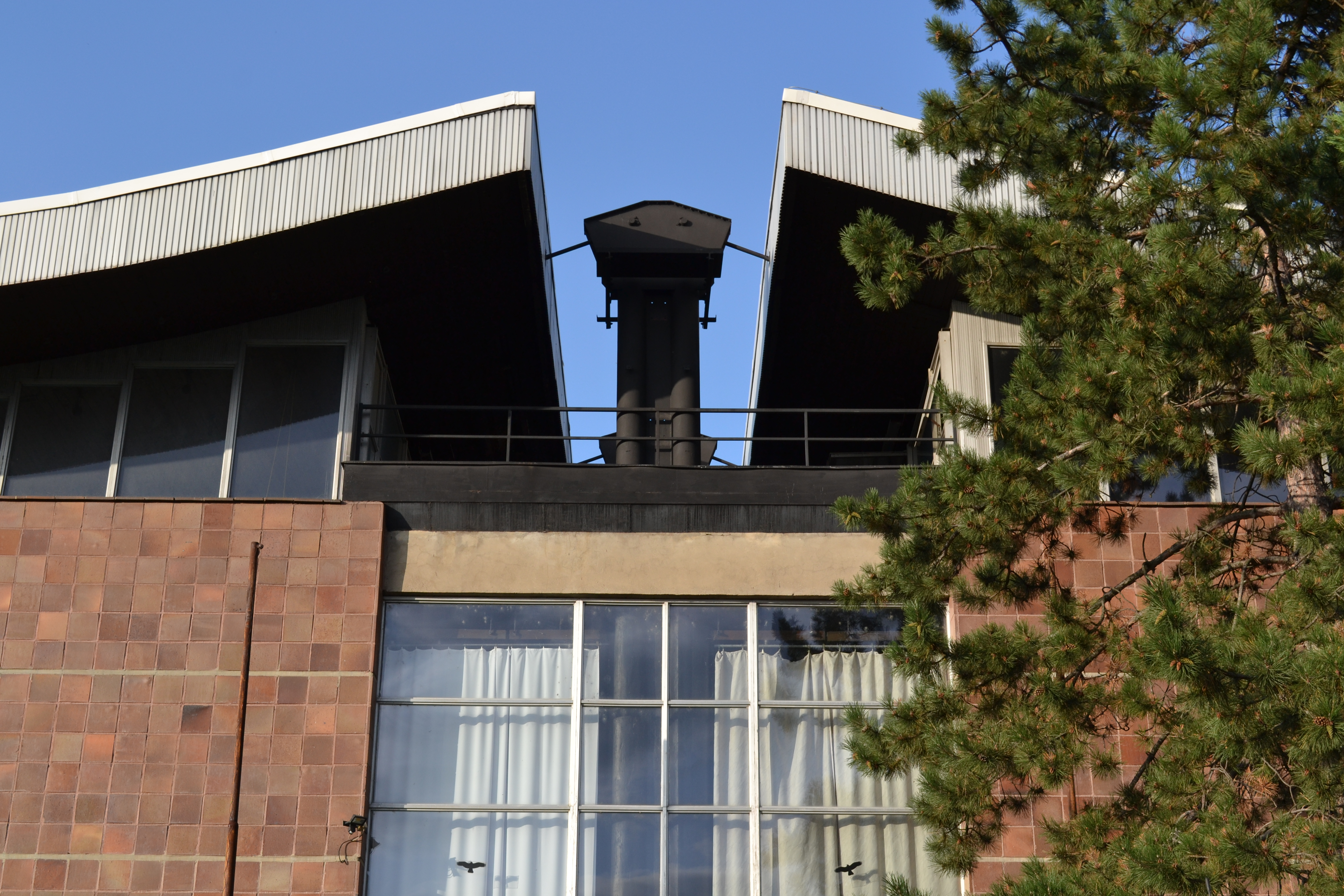
centrální sloupy, detail
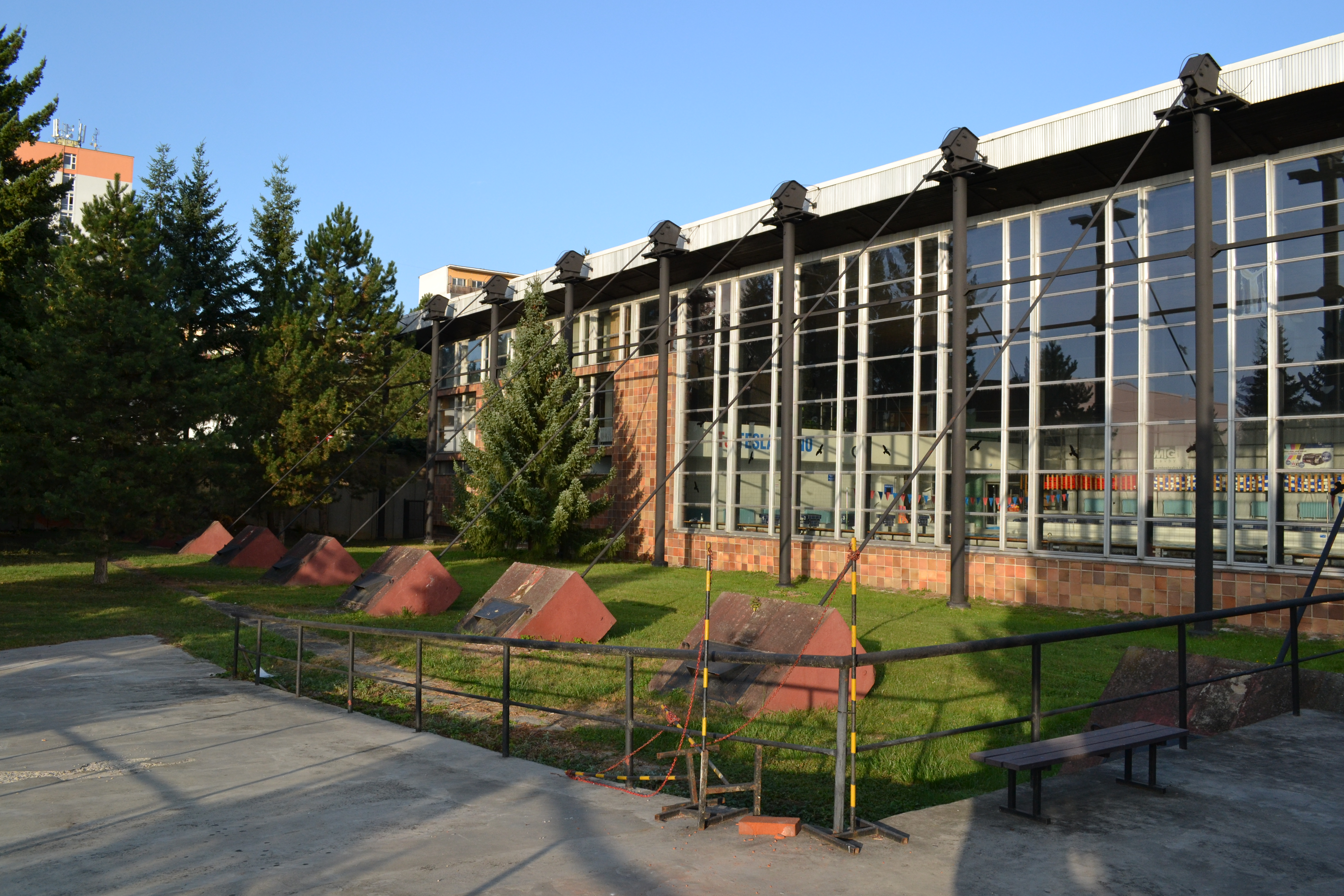
západní průčelí
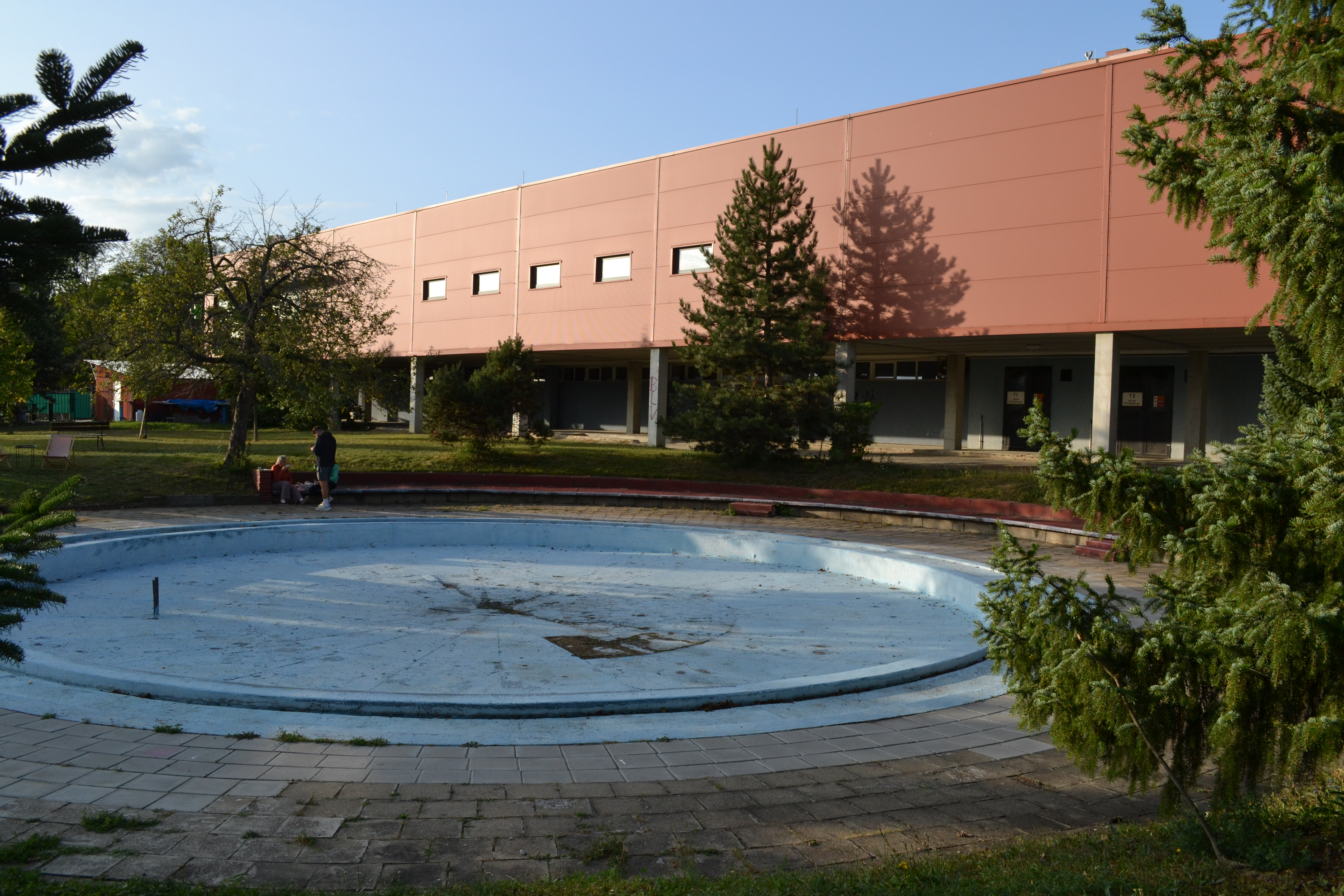
brouzdaliště

interiér
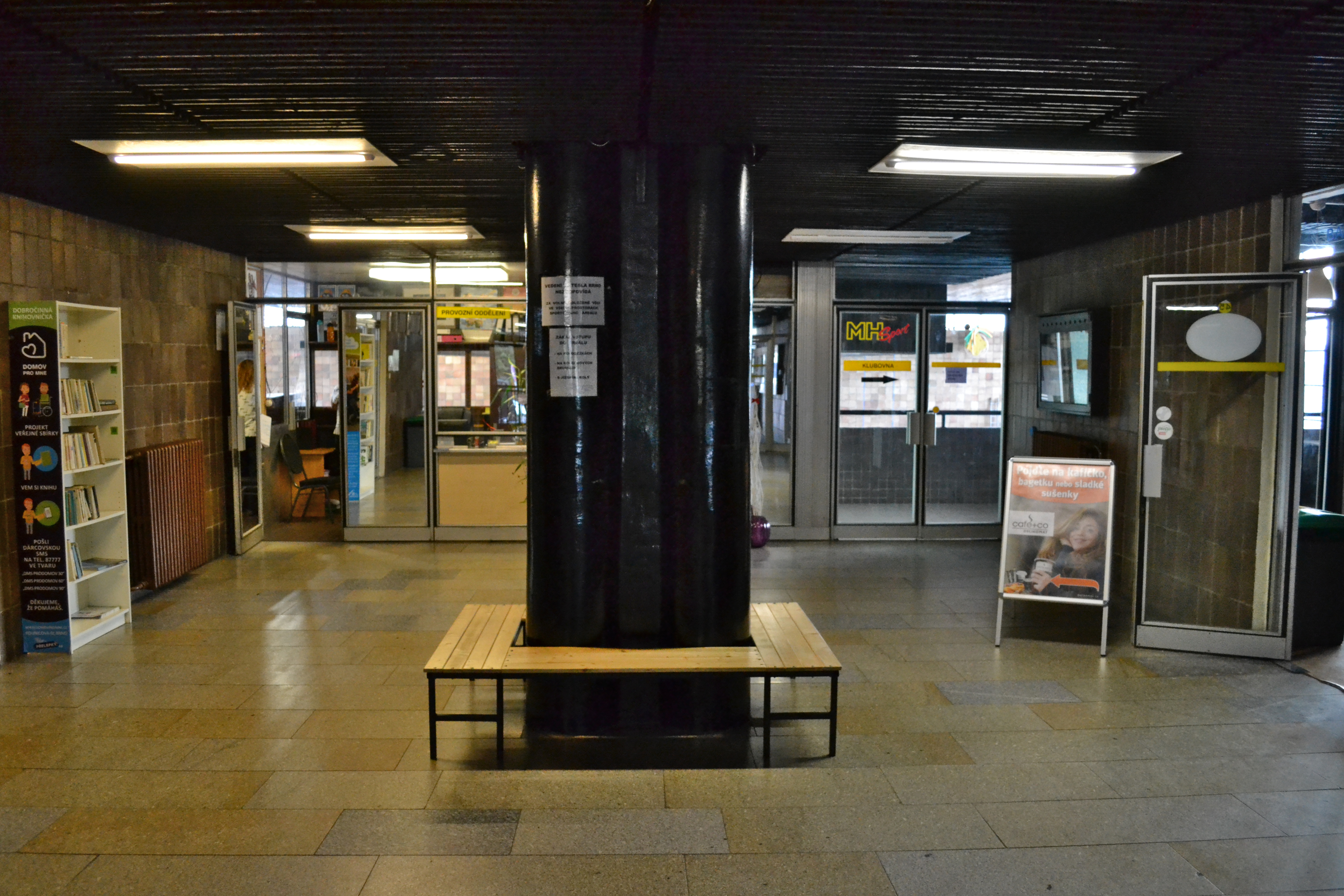
vstupní prostor
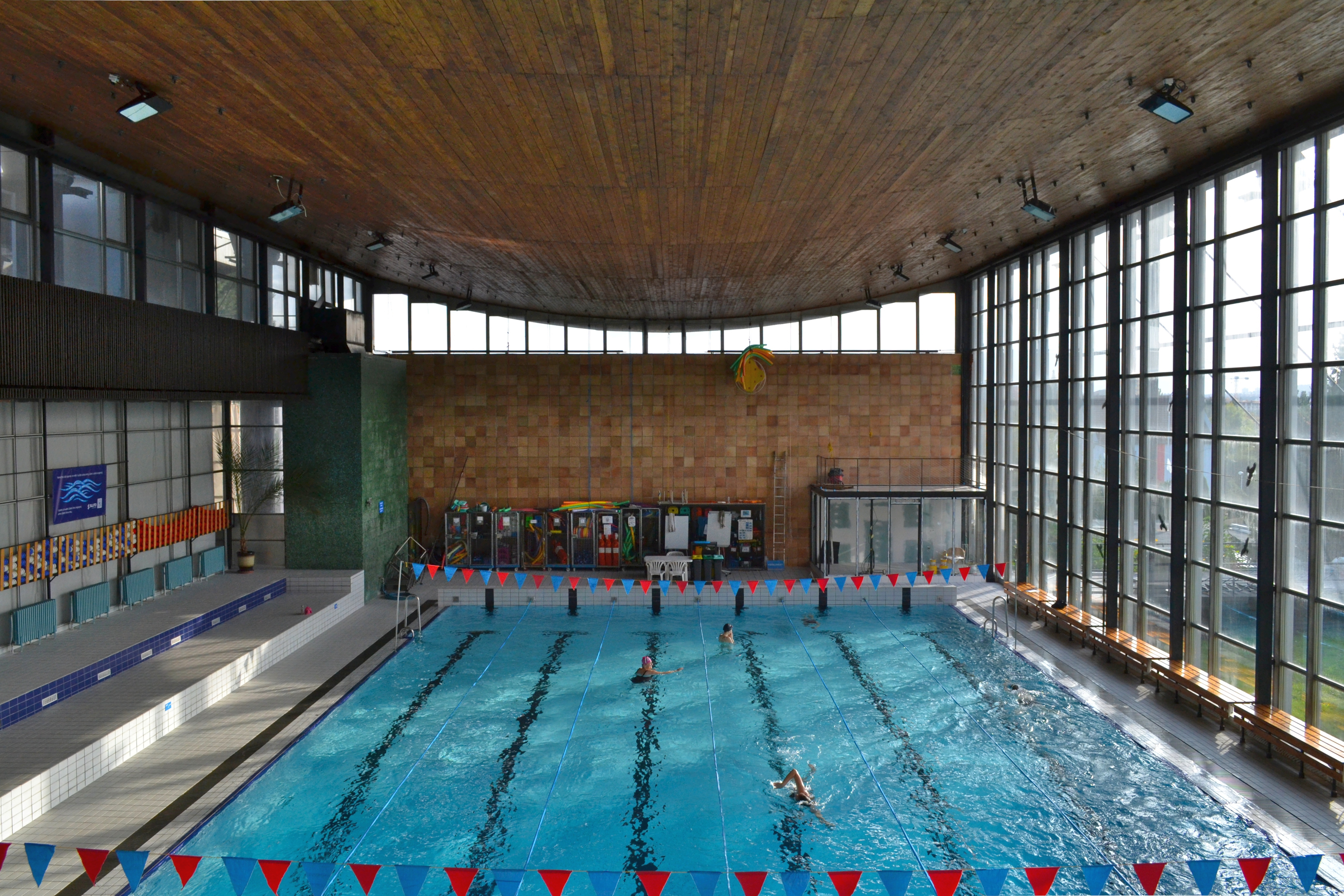
plavecký bazén
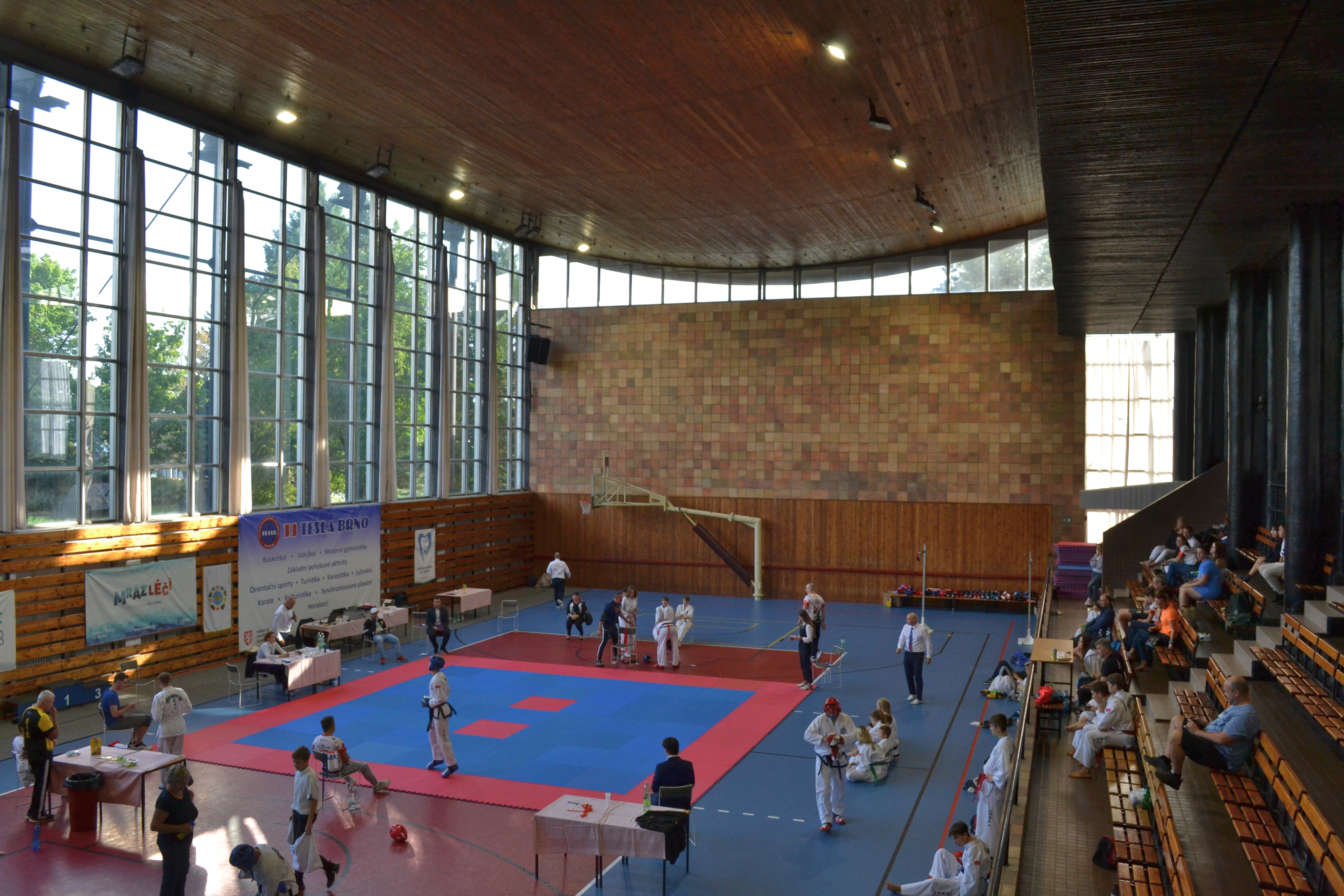
sportovní hala
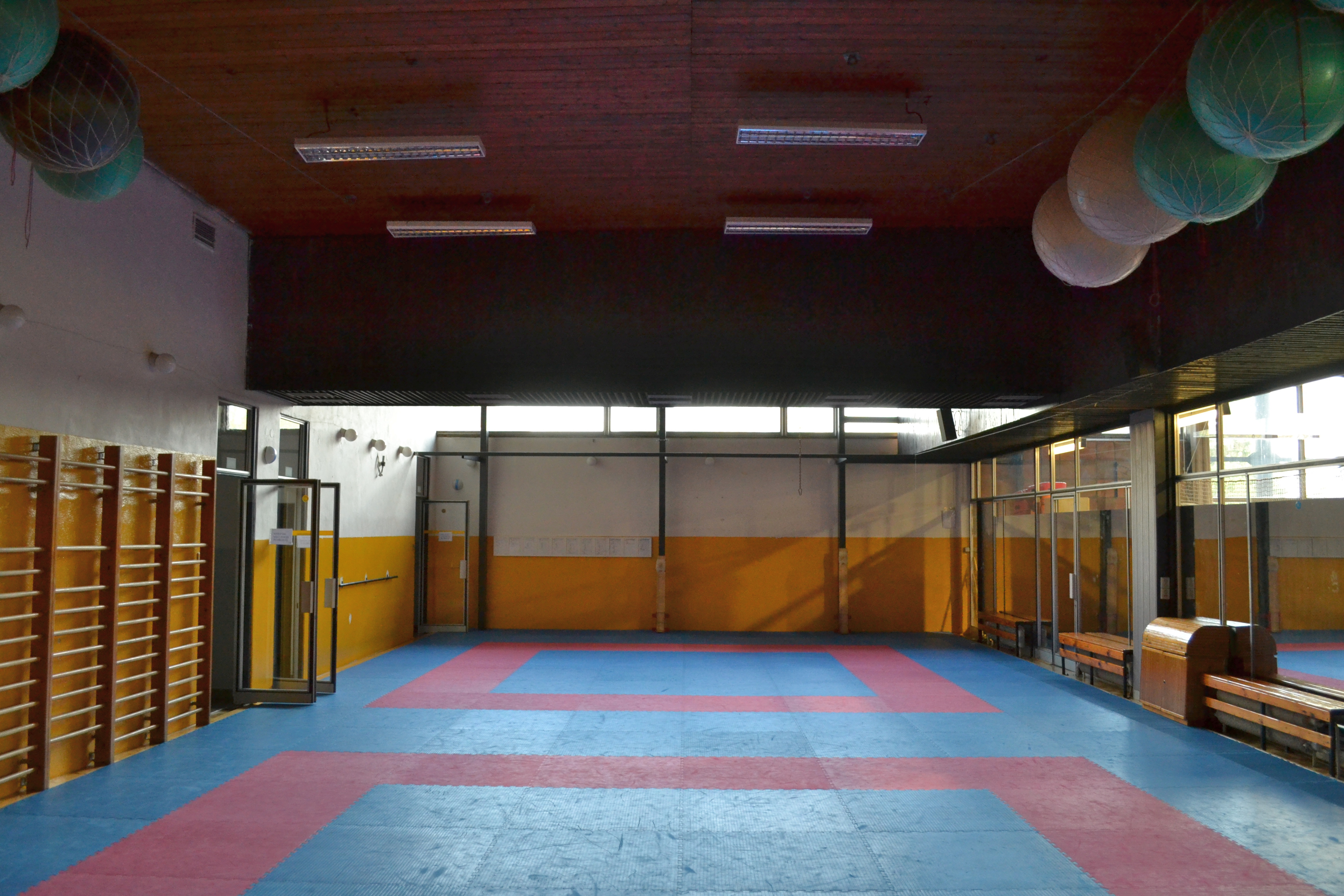
gymnastický sál
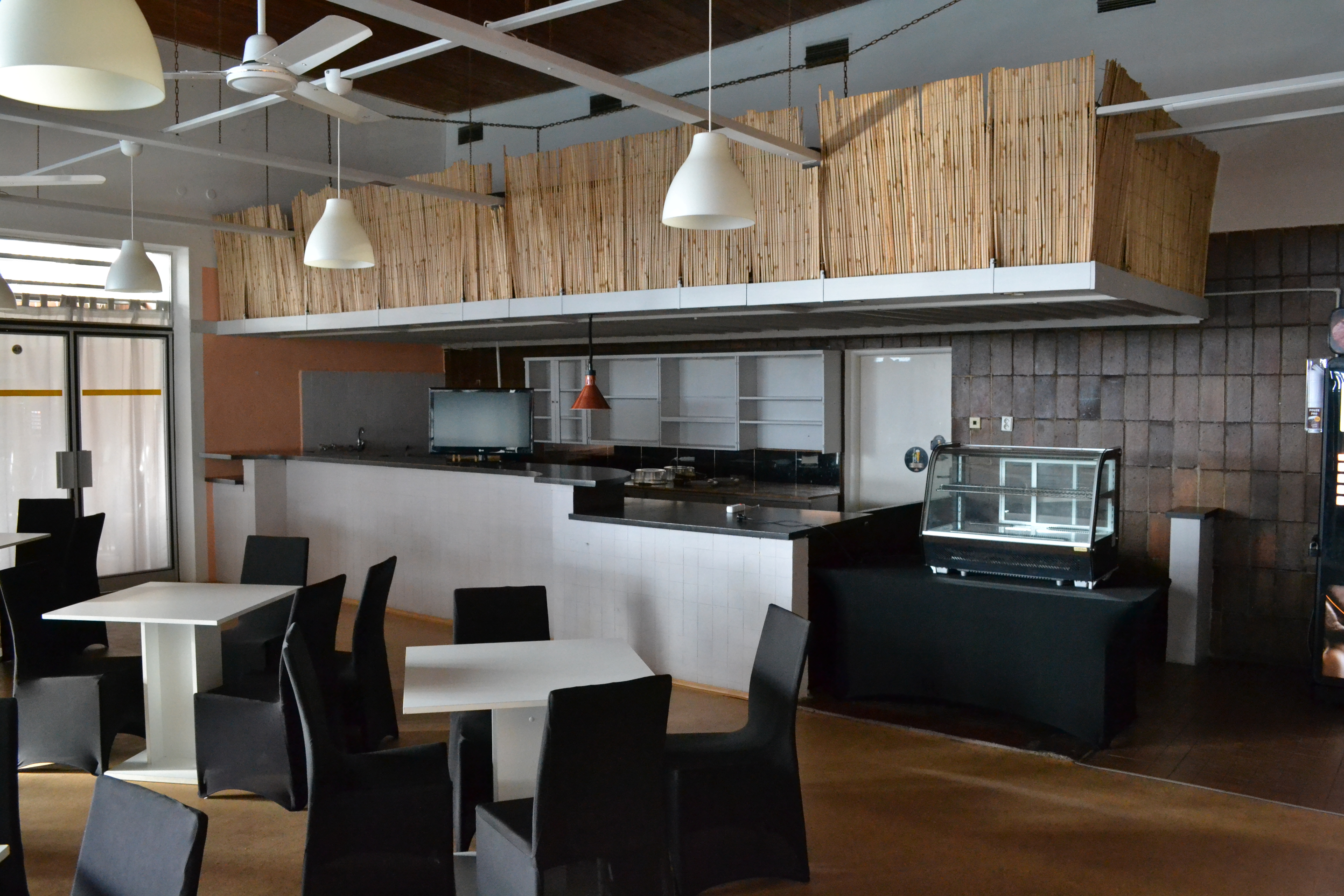
bar nad bazénem
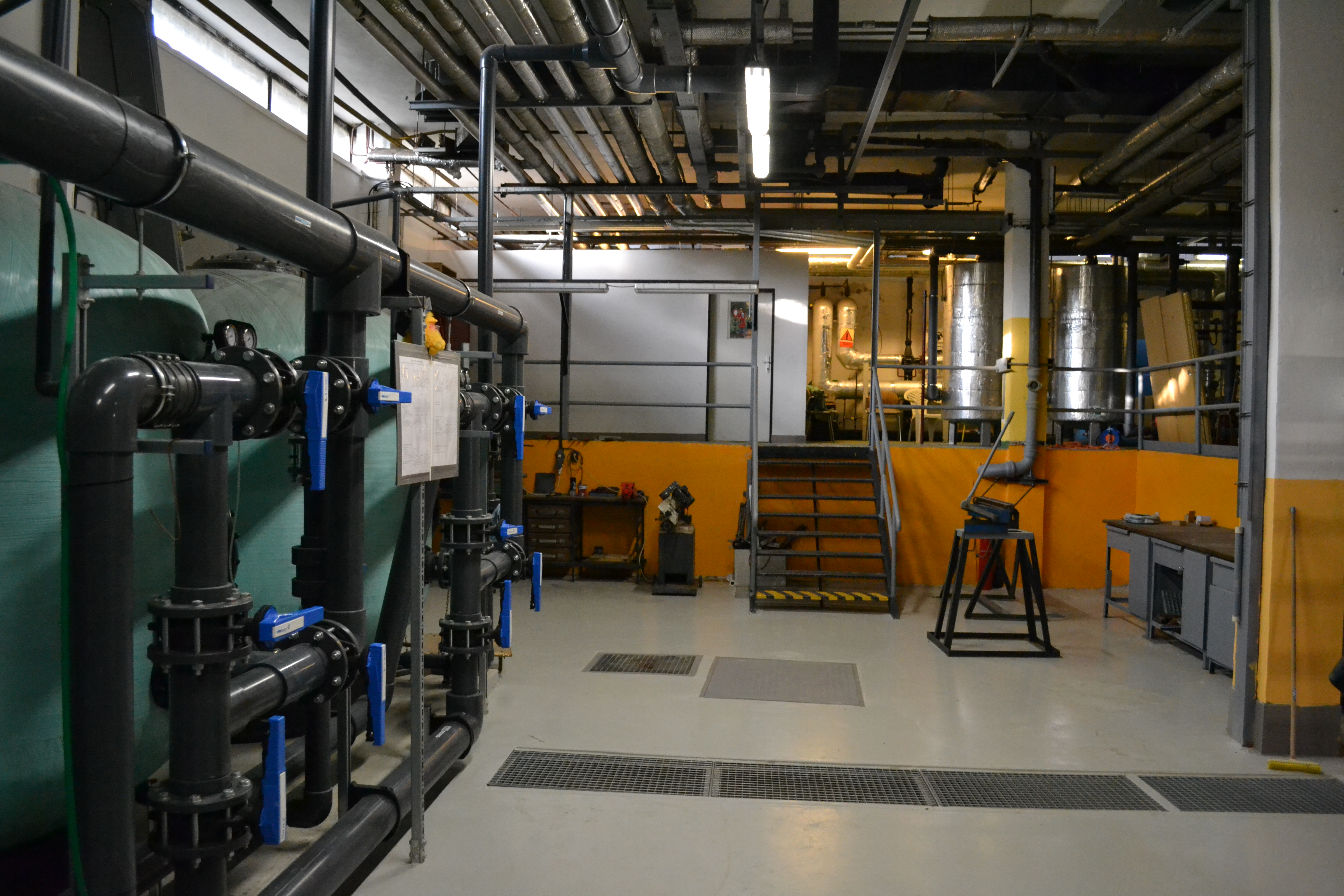
strojovna bazénu